# Torre de Miralpeix
La Torre de Miralpeix és una antiga torre del municipi de Sitges (Garraf) inclosa en l'Inventari del Patrimoni Arquitectònic de Catalunya.

## Descripció
És molt probablement una torre de defensa al límit sud del vessant del turó de Miralpeix, a l'oest del terme municipal. Al nord-est respecte la masia de Miralpeix hi ha la torre, que té una planta quadrada. Es conserva pràcticament en tota la seva alçada, amb la part inferior atalussada, i amb reparacions i modificacions posteriors de l'edifici inicial. Les restes corresponen a l'evolució de l'ús, així com les possibles estructures associades amb la torre que se situen al subsòl.
Al nord de les restes de la masia de Miralpeix i la torre hi ha el santuari de Gràcia, situat a 90 m d'altitud, prop d'un tossal on hi ha un radiofar i un repetidor de televisió.

## Història
Si bé sembla que la torre devia estar vinculada amb el santuari, o amb el castell de Miralpeix, no se sap del cert quina mena de relació hi hauria pogut tenir. El cert és que la torre formava part de la quadra de Miralpeix, i que aquesta tenia alguna mena de vinculació amb el castell de Miralpeix, situat en un turó proper.
La masia, a la qual es troba associada la torre era coneguda al segle xv com el Mas de n'Arrover, i al segle xvii es deia Can Pasqual de Miralpeix.